# Ctenodontina mochica
Ctenodontina mochica là một loài ruồi trong họ Asilidae. Ctenodontina mochica được Lamas miêu tả năm 1973. Loài này phân bố ở vùng Tân nhiệt đới.